# Țibucanii de Jos, Neamț
Țibucanii de Jos este un sat în comuna Țibucani din județul Neamț, Moldova, România.
 Acest articol despre o localitate din județul Neamț este deocamdată un ciot. Puteți ajuta Wikipedia prin completarea lui.